# Letters from Poland/Lettres de Pologne
Letters from Poland/Lettres de Pologne è il sesto album solista di Norman Nawrocki, pubblicato nel 2006.
L'ascolto dell'album richiama i treni di Auschwitz che Steve Reich ha immaginato quando ha composto Different trains (1988): i vagoni lenti e inesorabili destinati ai campi di sterminio tedeschi.
L'album contiene 45 minuti di 12 lettere storiche (6 in inglese e 6 in francese) dal 1937 al 1995, estratte dal suo libro The Anarchist and The Devil do cabaret (Black Rose Books, 2003).
Le lettere a cui Norman dà voce, tra uno zio polacco eccentrico e suo padre, sono impostate su una musica originale. Norman suona un violino e una viola 'loopati', il pianoforte e un salterio martellato polacco/ucraino a 142 corde conosciuto come cembalo. C'è anche una fisarmonica strumentale e una canzone polacca tradizionale cantata dall'anziano padre di Norman, Franek.
Alternativamente acuta, divertente, amara e declamatoria, la collezione di lettere racconta l'amore e il desiderio nostalgico di un fratello per l'altro, e documenta la resistenza di questo uomo al sorgere del nazismo prima e durante la seconda guerra mondiale.

## Ringraziamenti
Christian Brouillard, Claude Brouillard, Marie-Eve Lamy, Linda Barton (Black Rose Books), Philip Hornsey, Gregory Andrson Smith, Kevin Gault, Larry Cassini, Maurice Pressé, Nancy Beaton, David Sturton (DNA Studios), Donald Goodes, Franek Nawrocki, Sebastia Yeung, and the Pryzner-Dolecki farm dogs.

## Track list
- Tutta la musica scritta da Norman Nawrocki
- Tutti i testi scritti da Norman Nawrocki (eccetto Polish anthem)
- Traduzione dall'inglese di Claude Brouillard

1. "Letter 1 rabbits"
2. "Letter 2 fascists"
3. "Letter 3 mother"
4. "Letter 4 dogs"
5. "Letter 5 God?"
6. "Letter 6 Tatras"
7. "Pologne"
8. "Letter 1 Rapello"
9. "Letter 2 Rawicz"
10. "Letter 3 Poznan"
11. "Letter 4 Opole"
12. "Letter 5 Cracovie"
13. "Letter 6 Zakopane"
14. "Franek's Poland"